# Anders Ahlgren (politiker)
Karl Gunnar Anders Ahlgren, född 23 oktober 1952 i Örsås, är en svensk politiker (centerpartist). Han var ordinarie riksdagsledamot 2012–2016, invald för Dalarnas läns valkrets.

## Biografi
Sin huvudsakliga bakgrund har han inom näringslivet och som egen företagare. Bl a ingick han i ledningen för LTs förlag och som länschef i Dalarna för transportförmedlingsföretaget ASG AB. 1988 övergick han till eget företagande bl a inom områdena detaljhandel, utbildning och affärsutveckling. I sin ungdom var han förbundssekreterare för Förbundet Vi Unga.
2003–2010 var han kommunstyrelsens ordförande i Gagnefs kommun och 2006–2010 var han ordförande i Region Dalarna.  
Efter riksdagstiden var Ahlgren en av initiativtagarna till den regionala tankesmedjan Dalarnas Framtid som startades hösten 2016.  
Ahlgren är eller har varit verksam inom en rad styrelser som Banverket, Högskolan Dalarna, Almi GävleDala, Länsstyrelsens insynsråd, Leksands folkhögskola, Stiftelsen Hantverk & Utbildning, Sätergläntan - institutet för slöjd och handverk samt Leksands IF Ishockey AB. Han är eller har varit verksam i styrelser inom privat näringsliv.  
Han är gift sedan 1986 och har fem barn.

### Riksdagsledamot
Ahlgren kandiderade i riksdagsvalet 2010 och blev ersättare. Han utsågs till ny ordinarie riksdagsledamot från och med 1 september 2012 sedan Kenneth Johansson avsagt sig uppdraget.
I riksdagen var Ahlgren suppleant i finansutskottet, näringsutskottet och trafikutskottet.
Ahlgren avsade sig uppdraget som riksdagsledamot i december 2015 och till ny ordinarie riksdagsledamot från och med 11 januari 2016 utsågs Peter Helander.